# Kanrin Maru

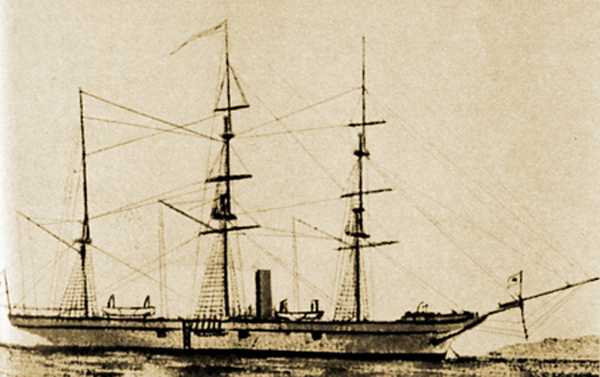
Le Kanrin Maru, premier navire de guerre à hélice et à vapeur du Japon, 1855.

Le Kanrin Maru (咸臨丸) est la première corvette à hélice et à vapeur du Japon (le navire de guerre japonais Kankō Maru était un bateau à roues à aubes). Elle a été commandée en 1853 aux Pays-Bas, le seul pays occidental avec lequel le Japon a eu des relations diplomatiques tout au long de sa période de Sakoku (isolement), par le gouvernement du Shogun, le Bakufu. Elle a été livrée le 21 septembre 1857 (baptisée Japan), à peine trois ans après l'ouverture forcée du Japon au commerce international par le commodore Matthew Perry, par Willem Huyssen van Kattendijke de la marine hollandaise. Le bateau a été utilisé au sein de la nouvelle école navale de Nagasaki afin d'acquérir les connaissances de la technique navale occidentale.
Le Kanrin Maru, en tant navire de guerre à hélices et à vapeur, a représenté un nouveau progrès technique dans la conception des vaisseaux de guerre qui avait été introduit en Occident seulement dix ans auparavant avec le HMS Rattler (1843). Le bateau a été construit par le chantier naval de Fop Smit à Kinderdijk aux Pays-Bas, où le navire à vapeur Bali pratiquement identique de la marine hollandaise a été également construit en 1856. Il a permis au Japon d'obtenir sa première expérience des plus récents progrès dans la conception de navires modernes.

## Ambassade japonaise aux États-Unis
Trois ans plus tard, le Bakufu a envoyé le Kanrin Maru en mission aux États-Unis, voulant clairement montrer au monde que le Japon maîtrisait dorénavant les techniques navales occidentales. Le 9 février 1860 (18 janvier selon le calendrier japonais), le Kanrin Maru, commandé par Katsu Kaishū, a quitté Uraga pour San Francisco, avec à son bord Nakahama Manjirō (aussi appelé John Manjiro), Yukichi Fukuzawa et 96 autres marins japonais ainsi que l'ingénieur américain John Mercer Brooke.
C'était la deuxième ambassade japonaise officielle à traverser l'océan Pacifique, environ 250 ans après l'ambassade de Tsunenaga Hasekura au Mexique et puis en Europe en 1614, sur le galion japonais San Juan Bautista.
Le Kanrin Maru était accompagné d'un bateau de la larine des États-Unis, l'USS Powhatan.
L'objectif officiel de la mission était d'envoyer la première ambassade japonaise aux États-Unis et de ratifier le nouveau traité d'amitié, de commerce et de navigation entre les États-Unis et le Japon. La mission a également essayé, en vain, d'obtenir la révision de certaines des clauses inégales des traités signés pendant les négociations avec le commodore Perry en 1854.
Le Kanrin Maru alla également à l'archipel d'Ogasawara afin de prendre possession de ces îles, tentative alors vaine.

## La guerre de Boshin

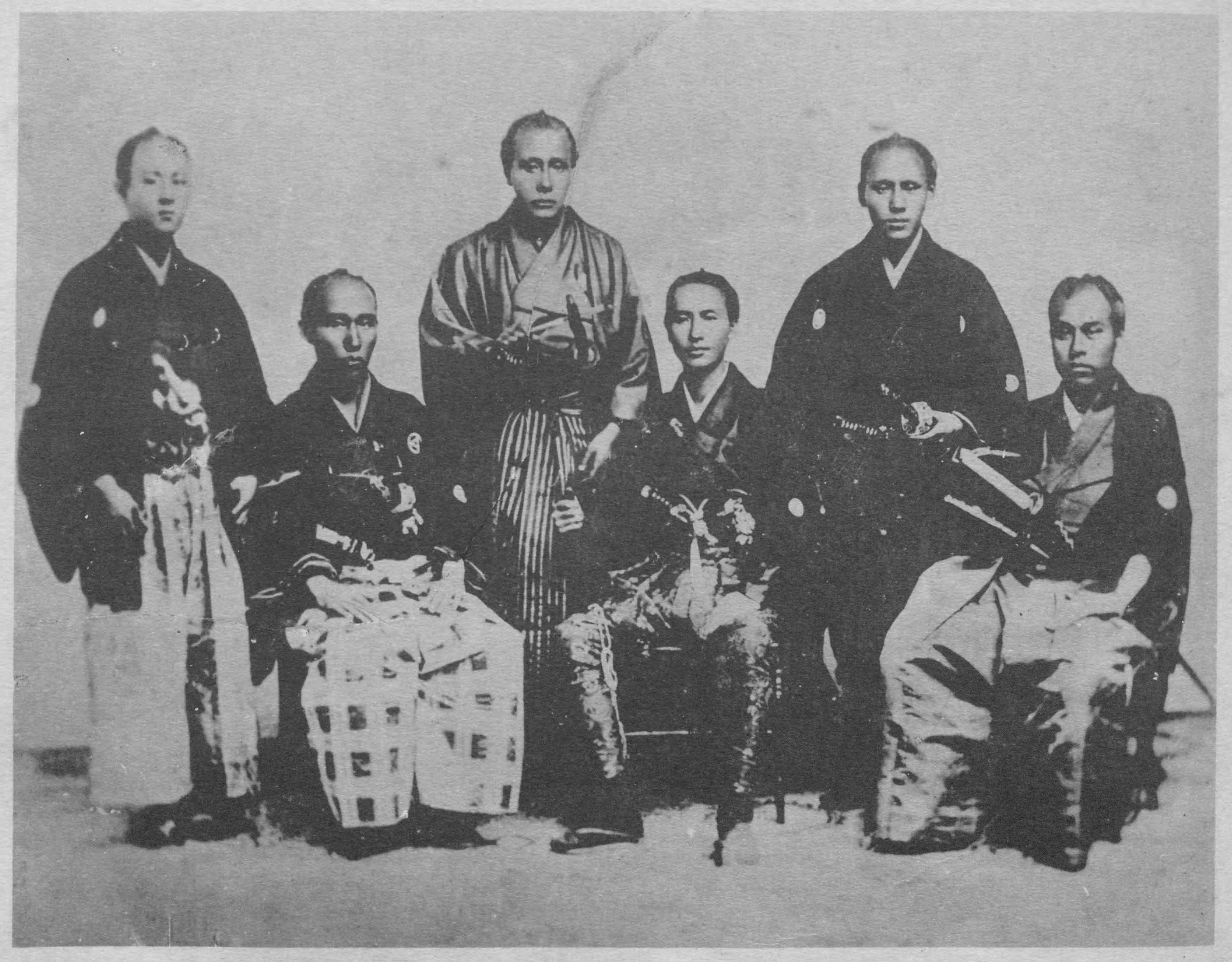
Membres de l'Ambassade japonaise aux États-Unis (1860), qui naviguèrent sur le Kanrin Maru et l'USS Powhatan. Yukichi Fukuzawa est assis à droite.

Vers la fin de 1867, le Bakufu a été attaqué par les forces pro-impériales, lançant la guerre de Boshin qui a mené à la restauration de Meiji. Vers la fin du conflit, en septembre 1868, après plusieurs défaites du Bakufu, le Kanrin Maru faisait partie des huit bateaux modernes conduits par Takeaki Enomoto vers le nord du Japon, dans sa dernière tentative de faire une contre-attaque contre les forces pro-impériales.
La flotte a rencontré un ouragan sur sa route vers le nord, et le Kanrin Maru, ayant subi des dommages, fut forcé de rallier le port de Shimizu, où il a été capturé par les forces impériales.
Takeaki Enomoto s'est finalement rendu en mai 1869, et après la fin du conflit, le Kanrin Maru a été employé par le nouveau gouvernement impérial pour le contact avec l'île nordique de Hokkaidō.
Il a été perdu dans un ouragan en 1871, sur le trajet entre Hakodate et Esashi.

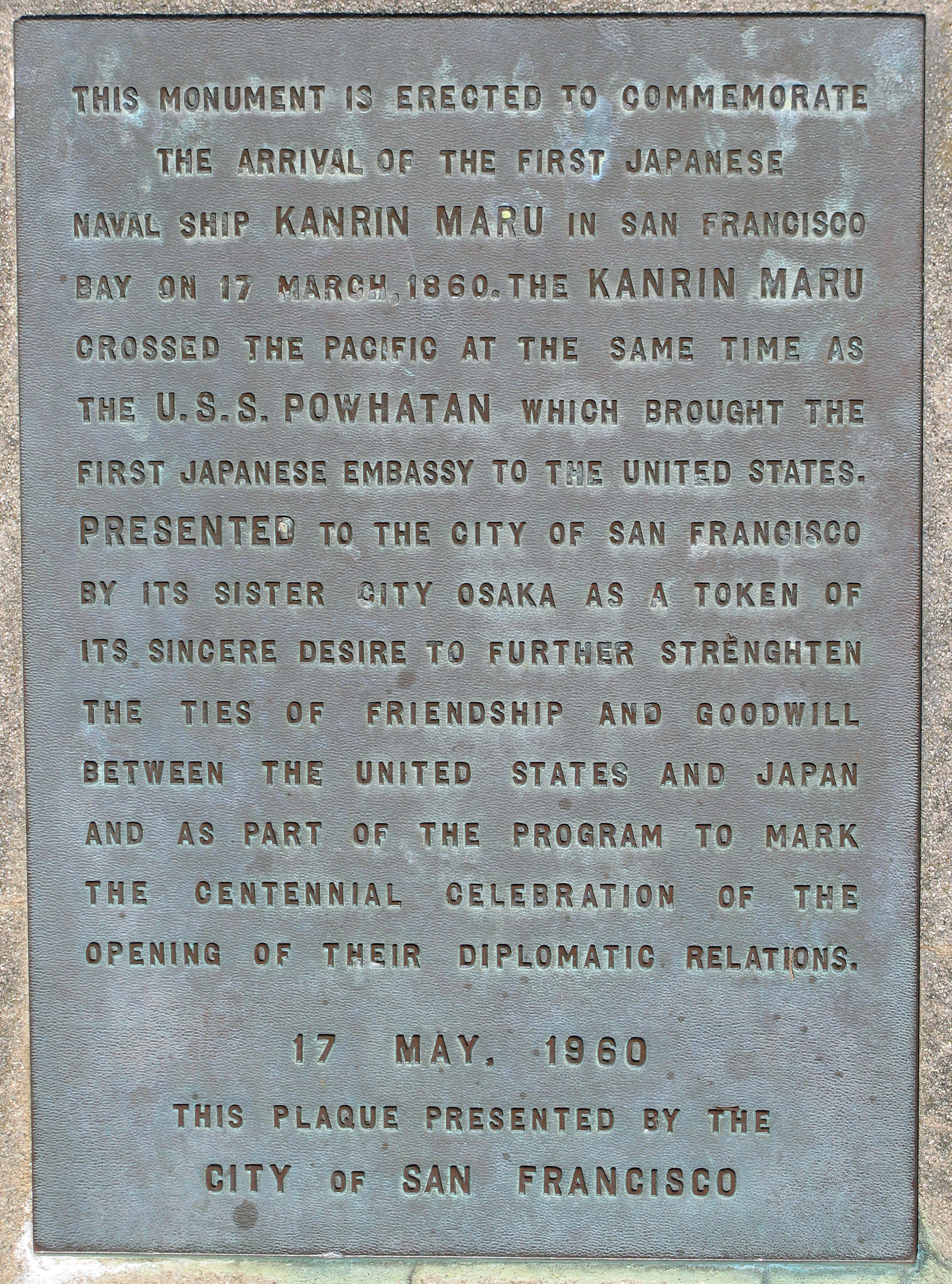
Plaque érigée en mémoire du Kanrin Maru

## Aujourd'hui
En 1990, une reproduction du bateau deux fois plus grande que l'original a été commandée aux Pays Bas, selon les plans originaux. Le bateau était présent dans le parc d'attraction de Huis Ten Bosch à Kyūshū, dans le sud du Japon. Il est maintenant employé comme un bateau-guide au Tourbillon de Naruto au port de Minami Awaji.